# Moshi Moshi (Limited Edition)
Moshi Moshi Limited Edition - specjalne wydanie albumu Moshi Moshi zespołu Öszibarack, zawierające oprócz albumu tytułowego 2 uprzednio wydane single: "Skirts up!" oraz "Moshi Moshi".

## Lista utworów

### CD 1 (Moshi Moshi)
1. Polinka
2. Skirts Up
3. It Is So Japanese
4. Radioszi
5. Let It Be A Spell
6. I Dont Want Nothing More
7. Moshi Moshi
8. Tapatufa (Bob)
9. Loli-Pop
10. Made Of Ice
11. First Station (I Miss You)
12. So Slose, So Far Away
13. Kutayi

### CD2 (Skirts Up!)
1. Skirts Up! - Radio Edit
2. Skirts Up! - No Plastic RMX by Cinass (C.K.O.D.)
3. Skirts Up! - Agim RMX
4. Skirts Up! - Paus_E Methadone RMX
5. Let It Be A Spell - Album Edit
6. Let It Be A Spell - Jacek Dojwa RMX
7. Let It Be A Spell - Magiera RMX
8. Kutayi

### CD3 (Moshi Moshi)
1. Moshi Moshi - Halo Halo Radio Edit (Agim feat. Espace RMX)
2. Moshi Moshi - Album Edit
3. Moshi Moshi - Dawid Szczęsny RMX
4. Moshi Moshi - Cinass & Patrisia Version feat. Bartschaque
5. It Is So Japanese - Magiera RMX
6. It Is So Japanese - Spasso RMX